# 龍が如く8外伝 Pirates in Hawaii
『龍が如く8外伝 Pirates in Hawaii』（りゅうがごとくエイトがいでん パイレーツ イン ハワイ、英題：Like a Dragon: Pirate Yakuza in Hawaii）は、セガより2025年2月21日に発売されたゲームソフト。対応プラットフォームはPlayStation 5・PlayStation 4・Xbox Series X/S・Xbox One・PC。「龍が如くシリーズ」の一作品。

## 概要
時系列としては『龍が如く8』の半年後であり、記憶喪失となって孤島の砂浜に打上げられた真島吾朗が海賊となって財宝を求め冒険する、龍が如くシリーズとしては異色の海賊ゲームとなっている。真島単独による主人公の作品としては、『龍が如く極2』の追加エピソード「真島吾朗の真実」以来となる。
メインゲストとして、俳優の青木崇高、谷田歩、お笑いトリオ・ロバートの秋山竜次がフェイスキャプチャーにより出演するほか、歌手のファーストサマーウイカと俳優の大東駿介が声優として出演する。さらに、今作の発表に先駆けて行われた「港区系女子オーディション」の合格者5名がゲーム内に登場する。
舞台は、前作で初登場したホノルルシティとネレ島の他、新たなマップとして真島が漂着した孤島「リッチ島」と、犯罪組織が共存する秘密の島「マッドランティス」が登場する。また、これらの島の周辺の海域を海賊船で航海することができる。

## あらすじ
春日一番と桐生一馬が共闘し、パレカナの教祖ブライスと横浜星龍会の海老名正孝の陰謀を打ち砕いてから半年後。ネレ島で、パレカナが持ち込んだ放射性廃棄物のある地下の洞窟から周辺の海域に放射能が漏れる騒ぎが起こる。その放射性廃棄物を安全に処理するため、日本から100人のヤクザがネレ島を訪れていた。真島吾朗は別件も兼ねてネレ島に赴くが、その帰りの船が事故に遭い、船の残骸と共に孤島・リッチ島の砂浜に漂着する。
事故のショックで記憶喪失になり、自分の名前さえ思い出せない真島は、自分を助けてくれた地元の少年ノアと共に、失った記憶の手掛かりを求めて船で大海へと旅立つ。やがて真島は、伝説の財宝を巡る熾烈な戦いに巻き込まれていく。

## 登場人物
主要キャラクター
真島吾朗（声 - 宇垣秀成）
ノア・リッチ（声 - ファーストサマーウイカ）
ゴロー（声 - 中谷一博）
ジェイソン・リッチ（声 - 松田賢二）
モアナ・リッチ（声 - 上田麗奈）
マサル・フジタ（演 - 秋山竜次）
元東城会
冴島大河（声 - 小山力也）
志垣輝彦（演 - 青木崇高）
南大作（声 - 石川英郎）
西田（声 - 岡井カツノリ）
春日一番（声 - 中谷一博）
ネレ島
ロドリゲス（演 - 谷田歩）
ロドリゲスの父
ホノルルシティ
リボルバーのマスター（声 - 城岡祐介）
ケイ（演 - kson）
クラーク
ジュリ
ジェーン・リッチ
山田えり(エリザベス)
アロハッピーちゃん
マチコ
猪狩（声 - 室元気）
ミフネ
チャーリー
ベイス島
ナミオカ
ミサキ
マッドランティス
クイーン・ミシェル（声 - 朴璐美）
ナオミ・リッチ（声 - 日笠陽子）
レイモンド・ロー（演 - サモア・ジョー）（声 - 田中美央）
スペイド・タッカー（声 - 麦人）
パイレーツコロシアム受付  (声 - 伊藤有希)
モーティマー海賊団
モーティマー（声 - 大東駿介）
ジャック・ザ・コレクター（声 - 斉藤次郎）
キース（声 - 中川慶一）
デビルフラッグス
キャプテン・ゼウス
キャプテン・シノビ
キャプテン・ムシャ
キャプテン・ヤクザ
ヤカラ
ミナト区系女子
えな（演 - えなこ）
聖子（演 - 霧島聖子）
みそしー（演 - みそしる）
果歩（演 - 澁谷果歩）
愛（演 - 本郷愛）
その他
キャプテン・ビーフ（演 - 牛沢）

## ゲームシステム
本作は、『1』から『6』までと『7外伝』と同様のアクションアドベンチャー方式のシステムとなっている。

### バトルシステム
バトルスタイルは、「狂犬」と「パイレーツ」という2種類が存在する。また、今作ではシリーズで初めて、バトル中にジャンプすることが可能になった。
狂犬
真島本来の戦闘スタイル。スピード感あふれる動きでの近接格闘の他、真島の代名詞とも言えるドスも使用できる。また、狂気ゲージを消費して一定時間の間、自動で動く分身を出現させる「分身」を発動可能。
パイレーツ
海賊道具を駆使して戦うスタイル。使用できる海賊道具は「カットラス」「チャージガン」「ワイヤーフック」の3つで、メインストーリーの進行で1つずつ入手する。狂気ゲージを消費して、呪神と呼ばれる巨大生物を召喚する「呪神楽器」を発動可能。呪神楽器は「大海呪神のヴァイオリン」「深海呪神のオカリナ」「大地呪神のギター」「天空呪神のサックス」の4つで、デビルフラッグスのストーリーを進めることで入手できる。

### ミニゲーム
今作でも様々なミニゲームをプレイできる。従来の作品で登場した「カラオケ」「ダーツ」「路上将棋」「こいこい」「おいちょかぶ」「ポーカー」「ブラックジャック」「ビリヤード」「ゴルフ」「麻雀」「クレーンゲーム」「マスターシステム」の他、
下記のミニゲームが登場する。
クレイジーデリバリー
前作で初登場したミニゲーム。ホノルルシティを自転車で駆け回り、料理のデリバリーを行う。今作はコースが完全リニューアルされている。
不審者スナップ
前作で初登場したミニゲーム。トロリーに乗って移動しながら、カメラで街中に現れる不審者パピヨンを撮影していく。
ドラゴンカート
『7』で登場した、街中をカートで走り抜けるレース。今作ではホノルルシティの街中がコースとなる。
バンバンバッティング
従来作品のバッティングセンターに相当する。今作ではマッドランティスでプレイでき、野球ボールではなく砲弾を打ち返し、積み上げられている樽を破壊するゲームになっている。
コーディネート
真島吾朗のコスチュームを多彩に変更できる。コーディネートに使えるアイテムは200種類以上存在する。

### ミナト区系女子
本作のサブストーリーの1つ。ミナト区系女子とのコンパを夢見るマサルのために真島が一肌脱ぎ、ホノルルシティにいる5人のミナト区系女子と交流して仲良くなり、コンパの開催を目指す。今作の発表に先駆けて行われた「港区系女子オーディション」の合格者達が登場する。5人のミナト区系女子とのサブクエストをクリアしてコンパを開催すると、マサルを演じる秋山竜次とミナト区系女子を演じる5人が出演するコンパの実写映像「Masaru's LOVE JOURNEY」を見ることができる。

### その他
前作で登場した「絆さんぽ」「アロハリンクス」「フォトラリー」「カムロップのおみくじ」「OKAサーファー」といった要素が今作でも登場する。

## 舞台
ホノルルシティ
『8』で初登場した、ハワイの一大都市。伊勢佐木異人町の3倍の広さを誇る、龍が如くシリーズ最大のマップ。
ネレ島
『8』で登場した、ハワイの教団「パレカナ」の聖地。前作で教祖ブライスの計画により、地下の洞窟に大量の放射性廃棄物が運び込まれた。今作ではそこから周辺の海域に放射能が漏れて騒ぎになっており、放射性廃棄物を安全に処理するために日本から100人のヤクザが訪れている。
リッチ島
真島が漂着した小さな孤島。ネレ島から船で約3時間の場所にある。ノアとその家族が住んでおり、主に漁業で成り立っている。
マッドランティス
複数の犯罪組織が共存している秘密の孤島。洞窟の先の空間に、打ち捨てられた複数のタンカーを中心に巨大な歓楽街が広がっている。海賊たちが戦いを繰り広げる「パイレーツコロシアム」が開催されている。
ベイス島
ジェイソンの恩人であるナミオカとその娘のミサキが住む島。
各海域
ゴロー丸で航海できる各地の海。海上にいる敵船との戦闘ができる他、宝島に上陸して探索することができる。宝島では最奥まで進んで全ての敵を倒すと、その島に隠されている財宝を入手できる。
各海域にある灯台の周辺は安全区域であり、灯台では他の海域への移動やゴロー丸の装備変更、船員の編成変更などが可能。
リッチ島近海
真島が漂着したリッチ島の周辺海域。
ネレ島近海
ネレ島の周辺海域。
ハワイ近海
ホノルルシティの周辺海域。
マッドランティス近海
マッドランティスの周辺海域。
ロッカ島近海
デビルフラッグスを追って訪れる海域の一つ。最奥のロッカ島ではヤカラの小隊と戦うことになる。
アタリ島近海
デビルフラッグスを追って訪れる海域の一つ。キャプテン・ヤクザ率いる参番隊が待ち受ける。最奥のアタリ島は治安が悪い場所にあり誰も近づかないため、デビルフラッグスが目を付けて財宝探索を行っている。
フレイムヘヴン
デビルフラッグスを追って訪れる海域の一つ。キャプテン・ムシャ率いる弐番隊が待ち受ける。活火山が点在する海域で、灼熱の蒸気が漂っている。最奥の島はフレイム島。
コールドヘヴン
デビルフラッグスを追って訪れる海域の一つ。キャプテン・シノビ率いる壱番隊が待ち受ける。氷山に囲まれた非常に寒い海域。最奥の島はコールド島。
ラストヘヴン
デビルフラッグスを追って訪れる海域の一つ。総帥のキャプテン・ゼウスとデビルフラッグスの本隊が待ち受ける。常に天候が悪く波も荒れている危険な海域で、デビルフラッグスの幹部たちが身を潜める時にいつも使用している場所。最奥の島はヘヴン島。

## 開発
開発チームは将来「龍が如く9」を出すにしても、それは春日一番の物語になるであろうと考えており、そこでハワイの出来事の後始末をすると2作連続で同じ舞台になってしまうため、春日以外の人物を主人公にしようと考えた。ハワイの出来事の後始末の役回りに相応しいものとして堂島大吾、冴島大河、そして真島吾朗が挙げられ、主人公にするならばということで真島が選ばれ、海賊が似合うというのも理由の一つだった。以上のことから、龍が如くスタジオ代表の横山昌義は『龍が如く7外伝 名を消した男』同様、本作を超大型サブストーリーであると位置づけ、あのような内容になったのは奇をてらった結果や作りたい遊びに沿ったわけではないと東京ゲームショウでのインタビューの中で説明している。プロデューサーの堀井亮祐の胸のうちには、これまで真島は敵役で登場し続けたため、プレイヤーとして彼の技を使いたいという気持ちがあり、戦闘スタイルとして狂犬スタイルとパイレーツスタイルの2種類が用意された。前者は従来の真島らしいスタイルである一方、後者は西洋剣を想定した斬撃アクションとして本作のために用意されたスタイルである。『龍が如く7外伝』では主人公の桐生一馬が自らの人生を振り返ることが軸となっていた一方、本作ではセッティングの都合上本人も含め真島の過去を知る者が誰もいないため、「肩書を持たない素の真島吾朗」を楽しむような設計となった。同様の理由からゲーム序盤における真島は他者とのやり取りを通じて自らを認識するため、過去作のような振る舞いはほとんどなく、たまに「ヒヒヒ」と笑う程度に抑えられている。
本作は海を舞台としているものの、主題はシリーズらしい裏社会の抗争であり、海賊的なマフィアとして位置づけられている。ただし、彼らの中には往年の海賊へのあこがれから服装を真似ている者もおり、真島が最初に出会った海賊もそのような人物だったため、真島が面白がって服装を真似たという設定がある。
マッドランティスは、過去作における神室町や異人町に相当する場所である。最初は船の墓場として作ったものの、遊園地のような雰囲気になってしまったため作り直したと横山は振り返っている。
お笑い芸人の秋山竜次が演じるマサル・フジタは物語において重要な人物であり、プレイスポットである「Masaru's LOVE JOURNEY」はキャラクターを掘り下げる装置としても位置付けられている。
2024年10月18日、開発が予定よりも早く進行したこと、できるだけ早くユーザーに届けたいという思いなどから関係各所との調整の末に、発売日を2025年2月28日から同年2月21日に前倒ししたことを発表した。ゲームの発売日の前倒しは異例となる。

### キャスティング・演技
本作では意図的に従来の龍が如くシリーズにはない演出を多数取り込んでいる分、その品質を保つためにはキャスティングを保守的にする方針が取られ、過去作に出演経験のある者を中心にオファーが取られた。
うち、ノア役には『龍が如く7外伝』で赤目を演じたファーストサマーウイカが起用された。横山は彼女の演技について、ノアの声を聴いただけでも当てられる人が少ないくらい、見事に少年の声を演じきったとファミ通とのインタビューの中で称賛しており、ミュージカルの場面では本来の声を出してしまいそうになる演者が多いが、そういうのがなかったとも話している。
「Masaru's LOVE JOURNEY」に登場する港区系女子という題材は、近年のシリーズで扱われていなかっため取り入れられた経緯があり、ご褒美演出としてマサルと彼女たちのパーティーが実写映像として用意されていたことから、お笑い芸人の秋山竜次が起用された。
大東駿介はシリーズの過去作品に出演経験があったことからモーティマー役に起用されたほか、谷田歩はナレーションとして長年シリーズにかかわってきたためロドリゲス役に起用された。一方、ノアの父ジェイソン役の松田賢二はシリーズ初出演だが、ミュージカルの経験が豊富なことを見込み、実写作品での演技力を把握していたため、信頼を置けたと横山はファミ通とのインタビューの中で振り返っている。志垣役の青木崇高も同じくシリーズ初出演だが、演技力の高さから起用に至った。
この他、龍が如くシリーズとの関わりが深いゲーム実況者の牛沢にもオファーが行われた。牛沢は2024年9月27日、東京ゲームショウのセガブースに招待され、本作の「世界最速実況プレイ」を実施した。

### リリース
当初は2025年2月28日に発売される予定だったが、2024年10月18日に配信された「Xbox Partner Preview」にて、2月21日に前倒しすると発表された。これについて横山は、予定よりも開発がうまくいっていることにくわえ、世界中のゲームファンになるべく早く届けたいと同番組の中で語っている。加えて、横山の締めの発言から、当初の発売予定日と同じ日に発売を予定していた『モンスターハンターワイルズ』とのバッティングを避けたのではないかと見る者が出てきた。

## 評価
「ファミ通」の齋藤モゲは、ナンバリング作品よりは気軽に遊べるため、発売日を1週間前倒しにしたのは正解だったと評しており、物語については「記憶喪失になった真島吾朗が海賊の世界に来たような異世界転生もの」のようで面白かったと述べている。